# Kernkraftwerk Mühleberg

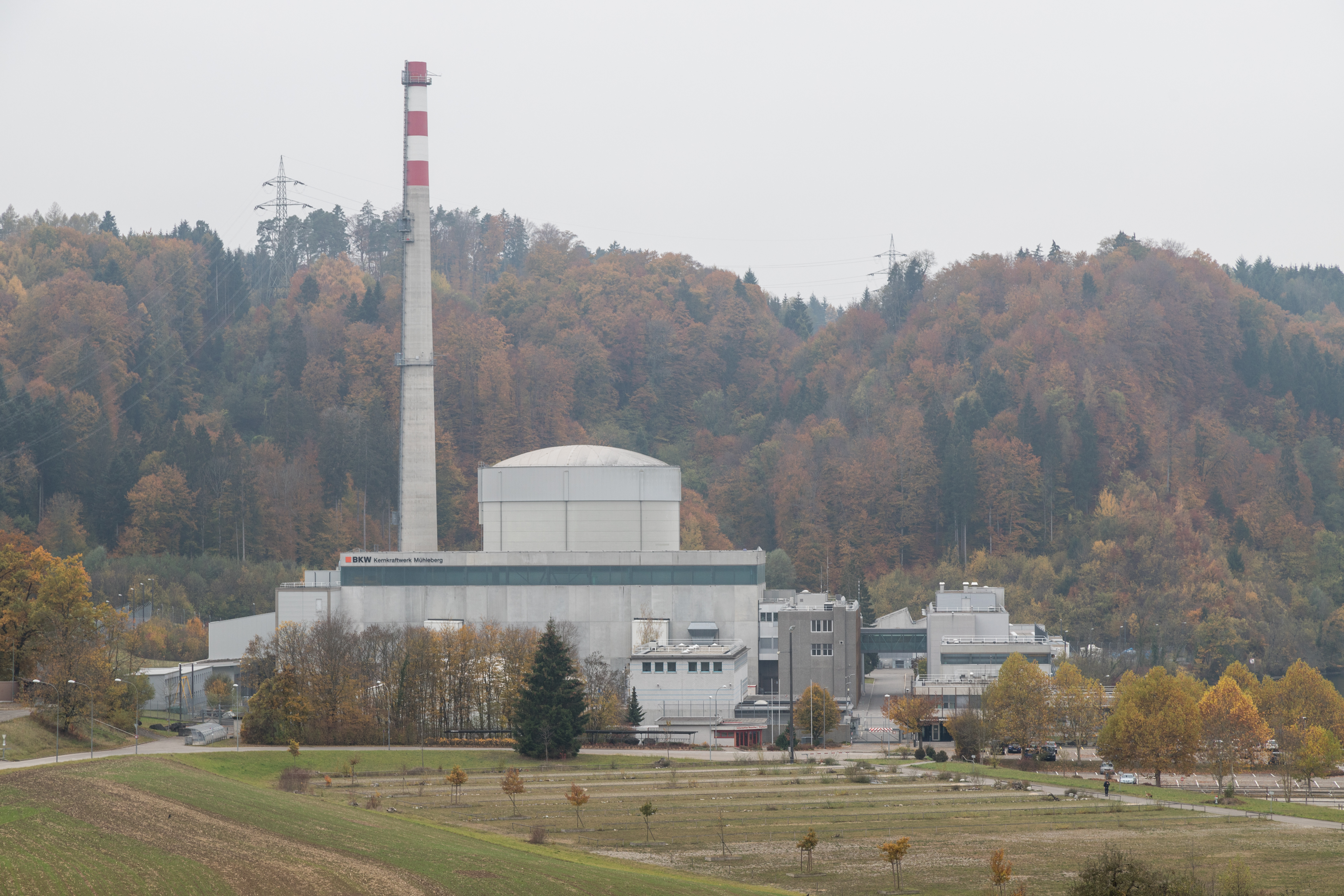
Kernkraftwerk Mühleberg (November 2018)

Kraftwerk im Bau (1969)

Das Kernkraftwerk Mühleberg (KKM) ist ein in Stilllegung befindliches Schweizer Kernkraftwerk mit einem 373-MW-Siedewasserreaktor mit Flusswasserkühlung. Das Kraftwerk war von 1972 bis 2019 in Betrieb. Es liegt etwa 2 km nördlich von Mühleberg an der Aare direkt unterhalb des Wohlensees, 14 km westlich von Bern. Eigentümerin und Betreiberin ist die BKW Energie.
Die BKW Energie entschied 2013, das Kraftwerk aus wirtschaftlichen Gründen ausser Betrieb zu nehmen. Ein entsprechendes Gesuch wurde im Dezember 2015 beim  Eidgenössischen Departement für Umwelt, Verkehr, Energie und Kommunikation (UVEK) eingereicht. Im Mai 2014 verwarf der Berner Souverän die kantonale Volksinitiative «Mühleberg vom Netz», welche die sofortige Ausserbetriebnahme des Kraftwerks zur Folge gehabt hätte. Am 20. Dezember 2019 wurde der Leistungsbetrieb planmässig eingestellt, und seit dem 6. Januar 2020 wird das KKW Mühleberg zurückgebaut. Von 2022 bis 2023 wurden die Brennelemente ins Zwischenlager Würenlingen gebracht. Bis 2031 sollen alle Nuklearteile entfernt werden. Dann werden alle Gebäude abgerissen. Nach dem geplanten Rückbau soll das Gelände ab 2034 neu genutzt werden können.
Das KKW Mühleberg war auf der Spannungsebene 220 kV mit dem Hochspannungsnetz verbunden.

## Reaktortyp und Kühlung
Der innere Sicherheitsbehälter (Primärcontainment) vom Typ Mark I ist mit einem birnenförmigen Druckbehälter aus Stahl und einer torusförmigen Druckabbaukammer (Kondensator) ausgestattet. Im Unterschied zur Standardbauweise von General Electric übernimmt das Reaktorgebäude in Mühleberg die Funktion eines äusseren Sicherheitsbehälters. Dieser steht unter Unterdruck und verfügt über ein Abluftsystem mit Filtern, die Staub und Fremdpartikel zurückhalten. Darüber hinaus verfügt das Kraftwerk über einen zusätzlichen Kondensator, den so genannten äusseren Torus, welcher allfälligen Druckaufbau im äusseren Sicherheitsbehälter abzubauen vermag. Der Reaktor arbeitete bei einem Nenndruck von 72,3 bar und umfasste 240 Brennelemente. Als Kernbrennstoff wurde ausschliesslich Urandioxid verwendet. Die Reaktorleistung wurde primär über 57 kreuzförmige Steuerstäbe und sekundär stufenlos über eine zusätzliche Einrichtung geregelt.
Aufgrund der vergleichsweise kleinen Leistung verfügt die Anlage über keinen Kühlturm, sondern wurde mit Aarewasser gekühlt. Bei der Flusswasserkühlung wurde das Kühlwasser im Kondensator um maximal drei Grad Celsius erwärmt und wieder in den Fluss zurückgeleitet. Dabei musste die Leistung des Reaktors bei Aarewasser-Temperaturen von mehr als 18 Grad Celsius reduziert werden, um die Fischpopulation zu schonen.

## Sicherheitsmassnahmen
Seit Inbetriebnahme der Anlage wurden Nachrüstungen und Erneuerungen zur Steigerung der Sicherheit ausgeführt:
- 1984 wurde ein Wasserstoffrekombinator installiert, um einem kritischen Wasserstoff-Konzentrationsaufbau im Inneren des Sicherheitsbehälters (Primärcontainment) vorzubeugen
- 1988 wurde ein Stickstoff-Inertierungssystem nachgerüstet, welches die Entstehung von zündfähigen Gasgemischen verhindern sollte.
- Ab 1986 wurde ein unabhängiges System zur Abfuhr von Nachzerfallswärme errichtet und 1989 in Betrieb genommen. Das «spezielle, unabhängige System zur Abfuhr der Nachzerfallswärme» (SUSAN) stellte eine zusätzliche Wärmesenke dar und war in der Lage, den Reaktor automatisch und autark abzuschalten und in den «kalt abgestellten Zustand» (→ Kaltabschaltung) zu überführen und diesen über 100 Tage zu halten.
- 1990 wurde SUSAN um zwei unabhängige, gebunkerte Diesel-Notstromanlagen erweitert, um die Notstromversorgung abzusichern
- 1992: Da das Volumen des verwendeten Mark-I-Sicherheitsbehälters relativ klein ist und Überdruck diesen zerstören könnte, wurde die Anlage mit einem Containment-Druckentlastungssystem (CDS) nachgerüstet. Dieses sollte eine Leckage des Sicherheitsbehälters bei einem Unfall verhindern.
- 1992: Einbau des Drywell-Sprüh- und -Flutsystems (DSFS) zum Fluten und Kühlen des Sicherheitsbehälters im Falle einer Kernschmelze
- 1996: Aufgrund kontinuierlich grösser werdender Risse im Kernmantel wurden für dessen Verstärkung vier Zuganker angebracht. Das ENSI akzeptiert die Zuganker allerdings nicht für den Langzeitbetrieb.[6]
- 2011: Nachrüstung eines zweiten Einlaufbauwerks für das Aarewasser, Bau einer Einspeisung mit mobilen Feuerwehrpumpen sowie Verbesserung des Hochwasserschutzes für das Pumpenhaus.[7][8]

## Geschichte
| 1967      | Baubeginn |
| 1971      | Grossbrand im Maschinenhaus |
| 1972      | Aufnahme des kommerziellen Betriebs |
| 1986      | Unkontrollierte Abgabe von radioaktiven Aerosolen in die Atmosphäre. |
| 1991      | Erstmalige Entdeckung von Rissen an den Schweissnähten des nicht-druckführenden Kernmantels |
| 1992      | Antrag auf unbefristete Betriebsbewilligung und Leistungserhöhung, Entscheid des Bundesrats: Befristung auf weitere zehn Jahre |
| 1996      | Inbetriebnahme des Simulators |
| 2005      | Beantragung der unbefristeten Betriebsbewilligung durch die Betreiberin |
| 2009      | Erteilung der unbefristeten Betriebsbewilligung durch das UVEK aufgrund einer Sicherheitsbeurteilung der Hauptabteilung für die Sicherheit der Kernanlagen (HSK) aus dem Jahre 2007 |
| 2009      | Gegen die unbefristete Betriebsbewilligung reichen 113 Anwohner Beschwerde beim Bundesverwaltungsgericht ein. |
| 2011      | Briefbombenanschlag auf Swissnuclear durch Linksextremisten. Eine Briefbombe, welche an ein Kadermitglied des Kernkraftwerkes adressiert war, führte in Olten zu zwei Schwerverletzten, wobei eine Person nur mit Glück überlebte. Die Ermittler fanden in den Überresten der Bombe ein Bekennerschreiben der italienischen Gruppierung «Federazione Anarchica Informale». |
| 2012      | Das Bundesverwaltungsgericht hebt die ursprüngliche Befristung bis Ende 2012 auf, verfügt aber gleichzeitig wegen offener Fragen zur Sicherheit eine neue Befristung bis zum 28. Juni 2013. |
| 2013      | Das Bundesgericht hebt den Entscheid des Bundesverwaltungsgerichts auf und erteilt die unbefristete Betriebsbewilligung. Allfällig anderslautende Verfügungen sollen durch das ENSI erlassen werden. |
| 2013      | Die BKW entscheidet, das Kernkraftwerk im Jahr 2019 aus wirtschaftlichen Gründen vom Netz zu nehmen. |
| 2015      | Die BKW reicht beim UVEK ein Stilllegungsgesuch ein. Im Juni 2018 hat das UVEK die Stilllegungsverfügung ausgestellt. |
| 2019      | Am 20. Dezember 2019 wurde der Leistungsbetrieb definitiv eingestellt. Der Abbau soll etwa 15 Jahre in Anspruch nehmen. |
| 2020      | Am 15. September 2020 erfolgte die endgültige Ausserbetriebnahme und der Beginn der ersten Stilllegungsphase. |
| 2022–2023 | Die ausgedienten Brennelemente wurden in das Zwilag nach Würenlingen transportiert, womit die erste Stilllegungsphase endet. |

## Meldepflichtige Vorkommnisse
Die folgende Tabelle fasst die nuklearen Betriebsstörungen gemäss der Internationalen Ereignisskala INES zusammen. Die Stufe 0 wird als Abweichung, die Stufen 1 bis 3 werden als Störungen und Störfälle, die Stufen 4 bis 7 als Unfälle klassifiziert. Seit 1995 gab es zwei Ereignisse der Stufe 1.
| Jahr | Internationale Ereignisskala INES | Internationale Ereignisskala INES | Internationale Ereignisskala INES | Internationale Ereignisskala INES | Internationale Ereignisskala INES | Internationale Ereignisskala INES | Internationale Ereignisskala INES | Internationale Ereignisskala INES | Gesamt |
| Jahr | 0                                 | 1                                 | 2                                 | 3                                 | 4                                 | 5                                 | 6                                 | 7                                 | Gesamt |
| ---- | --------------------------------- | --------------------------------- | --------------------------------- | --------------------------------- | --------------------------------- | --------------------------------- | --------------------------------- | --------------------------------- | ------ |
| 2019 | 2                                 | –                                 | –                                 | –                                 | –                                 | –                                 | –                                 | –                                 | 2      |
| 2018 | 4                                 | –                                 | –                                 | –                                 | –                                 | –                                 | –                                 | –                                 | 4      |
| 2017 | 3                                 | –                                 | –                                 | –                                 | –                                 | –                                 | –                                 | –                                 | 3      |
| 2016 | 3                                 | –                                 | –                                 | –                                 | –                                 | –                                 | –                                 | –                                 | 3      |
| 2015 | 7                                 | –                                 | –                                 | –                                 | –                                 | –                                 | –                                 | –                                 | 7      |
| 2014 | 8                                 | –                                 | –                                 | –                                 | –                                 | –                                 | –                                 | –                                 | 8      |
| 2013 | 13                                | –                                 | –                                 | –                                 | –                                 | –                                 | –                                 | –                                 | 13     |
| 2012 | 6                                 | –                                 | –                                 | –                                 | –                                 | –                                 | –                                 | –                                 | 6      |
| 2011 | 3                                 | 1                                 | –                                 | –                                 | –                                 | –                                 | –                                 | –                                 | 4      |
| 2010 | 13                                | –                                 | –                                 | –                                 | –                                 | –                                 | –                                 | –                                 | 13     |
| 2009 | 4                                 | –                                 | –                                 | –                                 | –                                 | –                                 | –                                 | –                                 | 4      |
| 2008 | 1                                 | –                                 | –                                 | –                                 | –                                 | –                                 | –                                 | –                                 | 1      |
| 2007 | 1                                 | –                                 | –                                 | –                                 | –                                 | –                                 | –                                 | –                                 | 1      |
| 2006 | 2                                 | –                                 | –                                 | –                                 | –                                 | –                                 | –                                 | –                                 | 2      |
| 2005 | 1                                 | –                                 | –                                 | –                                 | –                                 | –                                 | –                                 | –                                 | 1      |
| 2004 | 1                                 | –                                 | –                                 | –                                 | –                                 | –                                 | –                                 | –                                 | 1      |
| 2003 | 4                                 | –                                 | –                                 | –                                 | –                                 | –                                 | –                                 | –                                 | 4      |
| 2002 | 2                                 | –                                 | –                                 | –                                 | –                                 | –                                 | –                                 | –                                 | 2      |
| 2001 | 1                                 | –                                 | –                                 | –                                 | –                                 | –                                 | –                                 | –                                 | 1      |
| 2000 | –                                 | –                                 | –                                 | –                                 | –                                 | –                                 | –                                 | –                                 | 0      |
| 1999 | 3                                 | –                                 | –                                 | –                                 | –                                 | –                                 | –                                 | –                                 | 3      |
| 1998 | –                                 | 1                                 | –                                 | –                                 | –                                 | –                                 | –                                 | –                                 | 1      |
| 1997 | 3                                 | –                                 | –                                 | –                                 | –                                 | –                                 | –                                 | –                                 | 3      |
| 1996 | 2                                 | –                                 | –                                 | –                                 | –                                 | –                                 | –                                 | –                                 | 2      |
| 1995 | 1                                 | –                                 | –                                 | –                                 | –                                 | –                                 | –                                 | –                                 | 1      |

## Sicherheitsbedenken

### Risse im Kernmantel
Anwohner des Kraftwerkes verlangten 2011 vom UVEK den Entzug der Betriebsbewilligung wegen Sicherheitsbedenken. Die Antragsteller beriefen sich in ihrem Gesuch auf ein vertrauliches Gutachten des TÜV Nord von 2006, in dem infrage gestellt wurde, ob die seit 1990 bekannten Risse im Kernmantel durch die 1996 installierten Zuganker zuverlässig gesichert wurden. Die Hauptabteilung für die Sicherheit der Kernanlagen (HSK) hatte die Zuganker im Rahmen eines Instandhaltungskonzeptes für den Kernmantel als provisorische Massnahme akzeptiert. Das Umweltdepartement beschloss, nicht auf das Gesuch einzugehen. Es seien «keine Anhaltspunkte» zu erkennen, dass das Nuklearsicherheitsinspektorat seiner Aufsichtspflicht «nicht oder ungenügend nachkomme». Auch gebe es keine Hinweise, dass der sichere Betrieb des Werks nicht gewährleistet sei.

### Internes Überflutungsrisiko
Im KKM sind fast sämtliche sicherheitsrelevanten Pumpen (Notkühlung, Toruskühlung etc.) im sog. Torusraum untergebracht. Als einziges KKW dieses Mark-1-Typs von General Electric besitzt es auch einen sogenannten äusseren Torus (Wasservorlage) und zwar anstelle eines separierten Raumes, in welchem sich diese Pumpen bei allen anderen Mark-1-Anlagen weltweit befinden. Dass diese Pumpen durch einen grossen Wasserverlust-Störfall aufgrund von Überflutung allesamt auf einen Schlag ausfallen könnten (Common Cause Failure), hat das Öko-Institut bereits 1990 in einem Gutachten festgestellt und auf das damit verbundene Kernschmelzpotenzial hingewiesen. Mittlerweile wurden in diesem Torusraum sog. Brandabschnitte installiert, die auch das flächendeckende Überflutungsrisiko des Raumes zu verringern vermögen. In einer Auflage von 2008 forderte die Aufsichtsbehörde ENSI (vormals HSK) bis Dezember 2009 vom Betreiber den zusätzlichen Nachweis, dass auch in Etagen weiter oben im Reaktorgebäude freigesetzte Wassermassen die Sicherheitspumpen nicht entscheidend beeinträchtigen.

### Externes Überflutungsrisiko
Das Kraftwerk liegt unterhalb gleich mehrerer Staumauern (Wasserkraftwerk Mühleberg, Schiffenen und Rossens), wobei diejenige des Wasserkraftwerkes Mühleberg (Wohlensee) nur knapp 2 km entfernt steht. Diese könnten bei einem starken Erdbeben brechen. Ein solcher Staudammbruch kann eine bis zum Kraftwerk reichende Flutwelle verursachen und damit zu katastrophalen Folgen führen.
Bei der Sicherheitsüberprüfung zum Neubaugesuch stellte sich heraus, dass das neue Kraftwerk auf einem Sockel zu bauen wäre, da «die Resultate der Überflutungsberechnungen … transparent machen, … dass das (heutige) KKM je nach Szenario überflutet wird». Die neueste Erdbebenstudie des ENSI gelangte nun aber zum Schluss, dass der Wohlensee-Staudamm einem alle 10'000 Jahre einmal zu erwartenden Starkerdbeben standhalten würde, was eine solche Flutwelle eher unwahrscheinlich macht.
Gemäss der Sendung Einstein und der Tagesschau des Schweizer Fernsehens war die Aare die einzige Kühlmöglichkeit für das Kernkraftwerk. Nicht nur eine direkte Überflutung der Kraftwerksanlage, sondern auch eine Verschüttung aller Wasserentnahmestellen durch Geschiebe stelle eine Gefahr dar. Die Wasserentnahmestellen wurden 2011 ergänzt; zusätzlich wurden Einrichtungen geschaffen, mit welchen die Zufuhr von Wasser durch Pumpen möglich wird.

### Radioaktive Emissionen
Im Juli 2013 wurden in Sedimentproben aus dem Bielersee erhöhte Cäsium-137-Werte festgestellt. Bereits im Jahr 2000 waren erhöhte Werte im Wasser des Bielersees gemessen worden. Die erhöhten Werte korrelierten mit erhöhten Emissionen des Kraftwerkes aus den Jahren 1998 und 1999. Nach Angaben des ENSI lagen die radioaktiven Emissionen des Kraftwerks über das Wasser jedoch weit unterhalb der gesetzlichen Grenzwerte; ähnliche und teils höhere Werte fänden sich auch in den Sedimenten anderer Schweizer Seen, die nicht im Unterlauf eines Kernkraftwerks lägen. So seinen zum Beispiel im Tessin um ein Vielfaches höhere Werte weit verbreitet. Alle in Sedimenten von Schweizer Seen gemessenen Cäsium-137-Werte seien nicht gesundheitsgefährdend.

### Reaktordruckbehälter
Nachdem Mitte August 2012 im belgischen Kernkraftwerk Doel Risse am Reaktordruckbehälter des Blocks 3 festgestellt worden waren, forderte das ENSI die Herstellungs- und Prüfdokumentation des Mühleberger Reaktordruckbehälters an, da die gleiche Firma (Rotterdamsche Droogdok Maatschappij) an der Herstellung beider Behälter beteiligt gewesen war. Um Fehler in den damaligen Herstellungs- und Überwachungsprozessen auszuschliessen, ordnete die BKW zudem die Überprüfung einer repräsentativen Fläche des Reaktordruckbehälters an. Die Auswertung der Daten ergab, dass der Reaktordruckbehälter intakt ist und nicht von gleichartigen Fehlern wie den in Doel-3 gefundenen betroffen ist.

## Abstimmung
Aufgrund seiner Nähe zu Bern und des vergleichsweise hohen Alters der Anlage war das Kraftwerk umstritten. Am 18. Mai 2014 entschieden die Stimmbürger des Kantons Bern über die kantonale Volksinitiative «Mühleberg vom Netz», welche den Kanton Bern als Mehrheitsbesitzer der Betreibergesellschaft BKW Energie AG dazu verpflichtet, die sofortige Ausserbetriebnahme des Kraftwerks zu erwirken. Die Initiative wurde mit 66,3 % Nein-Stimmen verworfen. Das Kraftwerk blieb somit bis Dezember 2019 am Netz.

## Neubau Mühleberg 2
Die BKW reichte am 4. Dezember 2008 ein Rahmenbewilligungsgesuch für den Ersatz des derzeitigen Kraftwerks ein. Es war ein Reaktor mit einer Leistung von maximal 1600 MW und einem Hybridkühlturm geplant. In Frage kamen Reaktoren vom Typ EPR oder KERENA (bis März 2009 als SWR 1000 bezeichnet) von Areva, ein AP-1000, oder der ESBWR von Mitsubishi. Die partei- und verbandsübergreifende Allianz Stopp Atom kündigte unmittelbar nach Bekanntgabe der Einreichung ein Referendum gegen die geplanten Bauten an.
Am 13. Februar 2011 genehmigten die Stimmbürger des Kantons Bern in einer Konsultativabstimmung mit einer Mehrheit von 51,2 % (Stimmbeteiligung 51,7 %), dass der Grossratsbeschluss, welcher den Ersatz des Kraftwerkes befürwortet, an die Bundesbehörden weitergeleitet wird. Im Grossen Rat standen den 91 befürwortenden Stimmen 56 ablehnende gegenüber.
Am 14. März 2011, während der Unfallserie im japanischen Kernkraftwerk Fukushima I, beschloss das UVEK, sämtliche Bewilligungsverfahren für neue Kernkraftwerke auf Schweizer Boden auf unbestimmte Zeit einzufrieren.

## Zukünftige Nutzung des Areals
Im Dezember 2024 teilte die BKW mit, dass nach dem Rückbau des Kernkraftwerks möglicherweise ein Batterie-Speicherkraftwerk auf dem Areal gebaut werde, allenfalls in Kombination mit einem Rechenzentrum. Langfristig sei ein neues CO2-armes Grosskraftwerk möglich.

## Reaktordaten
Das Kernkraftwerk Mühleberg hat einen Block:
| Reaktorblock | Reaktortyp         | Netto- leistung | Brutto- leistung | Baubeginn    | Netzsyn- chronisation | Kommer- zieller Betrieb | Stilllegung       |
| ------------ | ------------------ | --------------- | ---------------- | ------------ | --------------------- | ----------------------- | ----------------- |
| Mühleberg    | Siedewasserreaktor | 373 MW          | 390 MW           | 1. März 1967 | 1. Juli 1971          | 6. November 1972        | 20. Dezember 2019 |